# Dendrocerus mexicali
Dendrocerus mexicali är en stekelart som beskrevs av Paul Dessart 1999. Dendrocerus mexicali ingår i släktet Dendrocerus och familjen trefåresteklar. Inga underarter finns listade i Catalogue of Life.